# Селивёрстов, Алексей Александрович
Алексей Александрович Селивёрстов (4 февраля 1954 — 4 мая 1998) — советский и российский актер театра и кино, театральный педагог.

## Биография
Родился 4 февраля 1954 года в Москве. В школьные годы занимался в театральном кружке, принимал участие в конкурсах чтецов и литературных олимпиадах.
Окончив школу, проходил военную службу в Подмосковье, в Таманской дивизии. В 1976 году поступил в ГИТИС на курс Олега Табакова, став одним из его первых учеников. С 1978 года — актер Студии Олега Табакова.
После окончания ГИТИСа в 1980 году попал в Театр миниатюр, однако вскоре перешёл в труппу театра «Современник».
В первой половине 1980-х, несмотря на то что Студии Олега Табакова не дали стать театром, она продолжала свое существование силами недавних выпускников Табакова, а также его новых студентов, набранных в ГИТИСе. Осуществлялись новые постановки. Одной из них стал моноспектакль «История титулярного советника», поставленный Андреем Дрозниным-мл. Историю рассказывал Алексей Селивёрстов. В том же году появился спектакль-импровизация, фарс «Жак-фаталист и его хозяин» с Селивёрстовым и Виктором Никитиным в главных ролях.

С 1982 года Алексей Селивёрстов занимался педагогической деятельностью, преподавая актерское мастерство на курсах, которые Олег Табаков набирал в ГИТИСе (1982) и в Школе-студии МХАТ (1985, 1990, 1994). Вместе со своим учителем воспитал четыре поколения учеников.
«Лешу Селивёрстова Олег Павлович очень рано — первым из своих учеников — призвал в педагогику... Если бы Леша был жив, он вырос бы в выдающегося педагога. Он обладал удивительной способностью разбора текста, особого подхода к артисту...» — Михаил Хомяков
«Педагогика являлась его призванием. В ней он был удивительно талантлив, Бог наградил его этим даром». — Денис Никифоров
В 1986 году по зову учителя стал актером Театра Олега Табакова, который официально открылся 1 марта 1987 года. На сцене «Табакерки» сыграл ряд ролей, в том числе в таких спектаклях, как «Кресло», «Крыша» и «Дыра». Выступил ассистентом режиссёра в спектаклях Олега Табакова «Жаворонок», «Обыкновенная история», «Прищучил», «Матросская Тишина». Ассистировал Табакову при постановке спектаклей в Финляндии и США.
Долгие годы актер боролся с тяжелой болезнью, но продолжал работать на сцене и приходить на занятия к студентам.
Скончался 4 мая 1998 года. Похоронен на Востряковском кладбище.

## Творчество

### Театральные работы

#### Студия Олега Табакова
1978 — «...И с весной я вернусь к тебе...»
1979 — «Прощай, Маугли!»
1979 — «Белоснежка и семь гномов» — гном Вторник
1979 — «Две стрелы» — Красноречивый
1982 — «Жак-фаталист и его хозяин» — Жак
1982 — «История титулярного советника, рассказанная им самим»
1985 — «Жаворонок» — Инквизитор
1985 — «Полоумный Журден» — Юбер

#### Современник
1984 — «Дороже жемчуга и злата» — Обезьяна; Хенрик

#### Московский театр Олега Табакова
1987 — «Кресло» — Околотков
1987 — «Две стрелы» — Ходок
1987 — «Крыша» — Могильщик
1988 — «Дыра» — Головатюк
1988 — «Кастручча» — Луи
1990 — «Обыкновенная история» — Доктор
1992 — «На благо отечества» — капитан Уоткин Тэнч; Джон Вайзхэммер
1992 — «Норд-ост» — Розенштраух
1993 — «Механическое пианино» — Герасим Кузьмич Петрин

### Работы в кино
1981 — «Наше призвание»
1984 — «Неизвестный солдат»
1989 — «А был ли Каротин»
1991 — «Люми»
1991 — «Шкура»